# Coupe de sainte Agnès

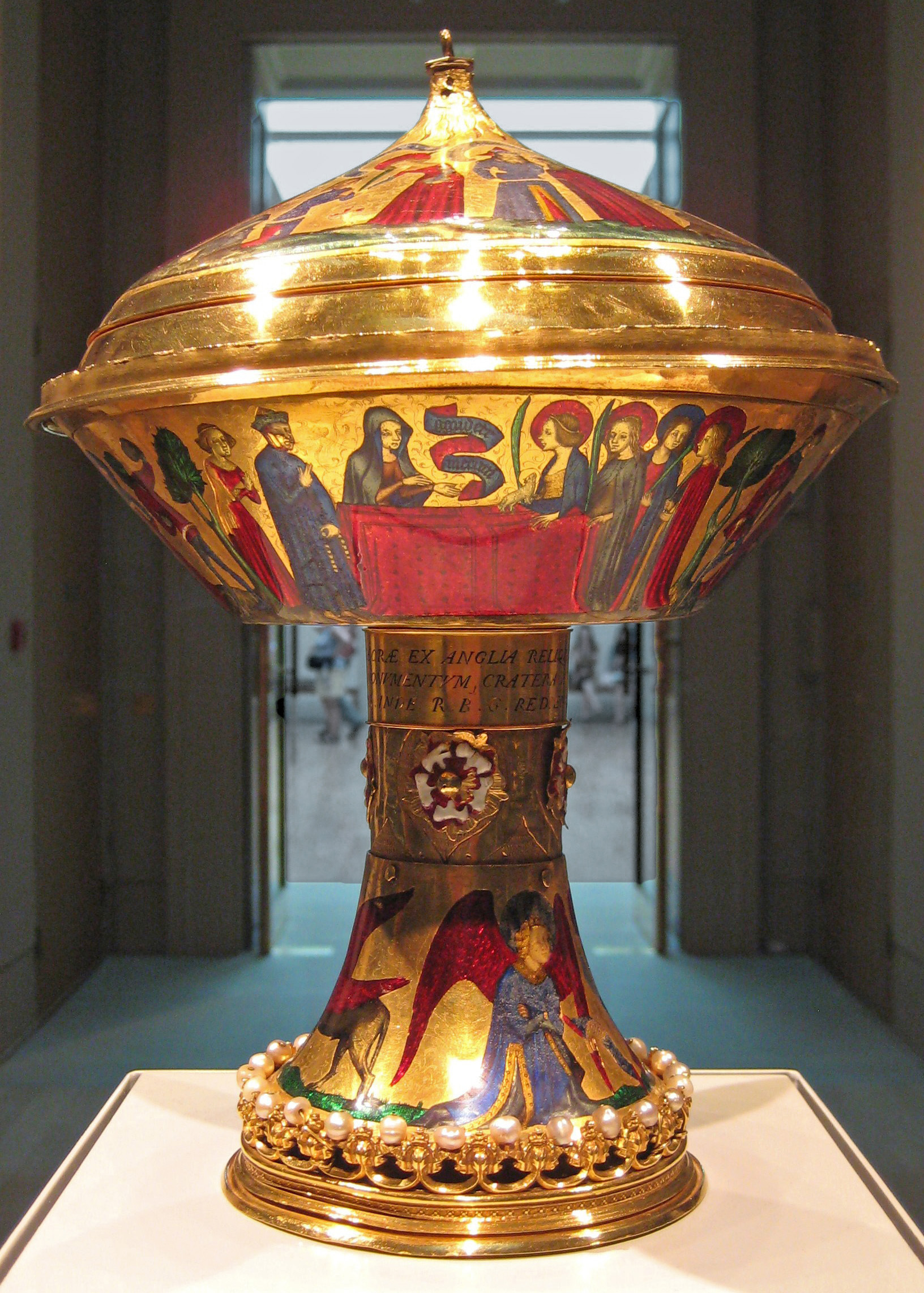
Coupe royale dorée

La coupe de sainte Agnès (en anglais : Royal Gold Cup) est une coupe ou hanap en or massif richement décorée d’émail et de perles. Réalisée pour la famille royale française à la fin du XIVe siècle, elle est ensuite devenue la propriété de plusieurs monarques d’Angleterre avant de passer près de 300 ans en Espagne. Depuis 1892, la coupe appartient à la collection du British Museum. Thomas Hoving, ancien directeur du Metropolitan Museum of Art de New York, a dit d’elle que « de tous les trésors qui nous sont parvenus, trésors royaux compris, il s’agit du plus spectaculaire ».
La coupe mesure 23,6 cm de haut et 17,8 cm de diamètre ; elle pèse 1,935 kg. Elle est munie d'un couvercle, mais son support triangulaire s'est perdu. La jambe de la coupe a été prolongée à deux reprises par l'ajout de bandes cylindriques, et elle était à l'origine beaucoup moins haute, lui donnant une allure générale « de robustesse typique et d'élégance trapue ». Le fleuron décoré que portait le couvercle à l'origine s'est perdu, et une moulure décorée avec 36 perles a été retirée du bord extérieur du couvercle, laissant visible une bande d'or aux bords irréguliers. Elle correspondait vraisemblablement à celle qui est toujours en place autour du pied de la coupe.
Les surfaces d'or sont décorées de scènes en émail basse-taille avec des couleurs translucides qui reflètent la couleur de l'or en dessous ; plusieurs surfaces dorées, sous l'émail et au fond, portent des décorations gravées et pointillées. Les décorations présentent notamment de grandes surfaces rouges, toujours en excellente condition ; ce rouge clair était la couleur la plus difficile à obtenir à l'époque, et elle était tenue en très haute valeur. Des scènes de la vie de sainte Agnès décorent le sommet du couvercle et le bas du corps de la coupe. Les quatre symboles des Évangélistes entourent le pied de la coupe, et des médaillons d'émail occupent le centre de l'intérieur du corps et du couvercle. La plus basse des deux bandes cylindriques ajoutées portent des roses Tudor sur un fond pointillé diapré découpé en losanges, datant apparemment du règne d'Henri VIII. La bande supérieure porte une inscription gravée emplie d'émail noir, avec des branches de laurier vertes pour séparer le début de la fin de l'inscription.
La coupe est arrivée au British Museum dans une boîte hexagonale sur mesure, en cuir et en bois avec une serrure, des poignées et des montants en fer. Cette boîte a été réalisée en même temps ou peu après la coupe, et elle porte des décorations foliées incisées et tamponnées avec une inscription gothique disant : yhe.sus.o.marya.o.marya yhe sus.

## Provenance

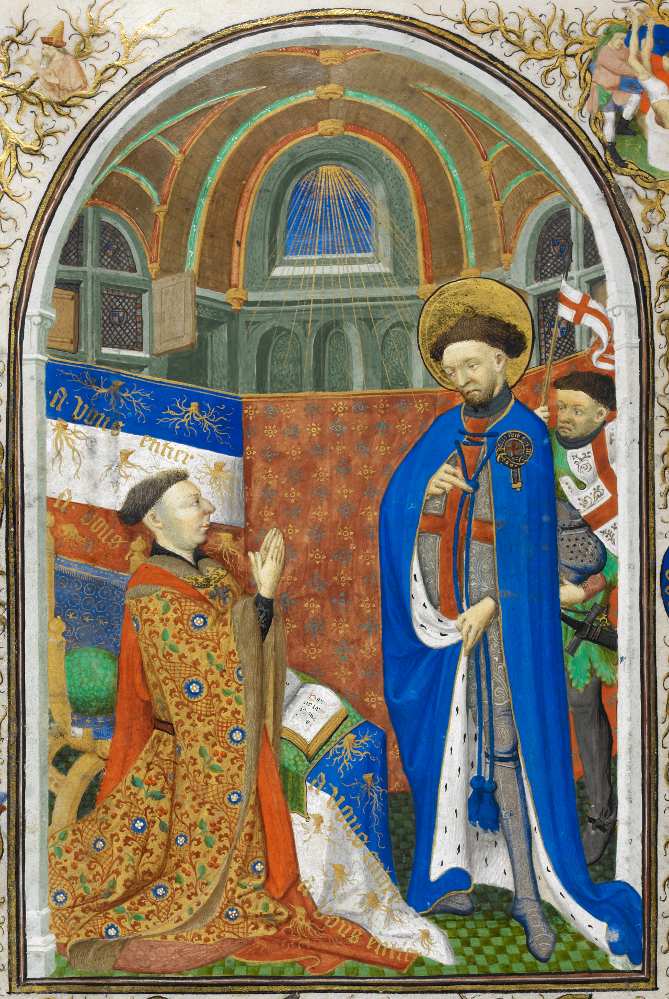
Le premier propriétaire anglais de la coupe est Jean de Lancastre (à genoux sur cette miniature du Maître de Bedford)

La date et les circonstances exactes de la création de la coupe sont incertaines. Elle est mentionnée pour la première fois de façon certaine dans un inventaire des biens de Charles VI de France datant de 1391 et dont les deux copies survivantes sont conservées à la Bibliothèque nationale de France :

« Item, un hanap d'or a tout son couvercle esmaillé bien et richement par dehors de la vie madame saincte Agnes et est le souaige de la pate de dessoubz garny de xxvj perles de compte, et la couronne dessus le couvescle garnie de xxxvj perles et le fruitelet dudit couvescle garny de iiij saphirs, iij balaisseaux et xv perles, et poise ix m. iij oz. d'or.
Et est ledit hanap assis sur un pied d'or en maniere de trepied, et a ou milieu du trepied un ymage de Nostre-Dame en un soleil sur rouge clair, et sont les trois piedz dudit trepied de iij serpens volans, et donna ledit hanap et couvescle au roy, monseigneur de Berry ou voyage de Touraine en l'an iiijxxxj. »

À l'époque, Jean de Berry (1340-1416), oncle du roi, possède un grand pouvoir, et il est également réputé comme collectionneur d'art et commanditaire. Il est resté célèbre pour avoir commandité le manuscrit enluminé des Très Riches Heures du duc de Berry ou le Reliquaire de la Sainte Épine (aujourd'hui au British Museum). En 1391, le jeune roi Charles et son oncle se réconcilient après une période de mauvaises relations ; les cadeaux somptueux sont alors monnaie courante au sein de la Maison de Valois et Jean de Berry a de bonnes raisons de se montrer généreux.
La coupe est mentionnée dans un autre inventaire de Charles VI en 1400. Elle refait surface dans la collection d'un autre oncle royal : Jean de Lancastre (1389-1435), fils d'Henri IV d'Angleterre, frère d'Henri V et oncle d'Henri VI, au nom duquel il est brièvement régent de France et d'Angleterre. On ignore comment il acquiert la coupe, mais durant la période difficile qui avait suivi la paix entre Charles VI et les Anglais et la reconnaissance par Charles d'Henri V comme héritier, il avait prêté de l'argent au roi de France et lui avait racheté divers objets, notamment la bibliothèque du Louvre ; il est possible que Charles lui ait fait des cadeaux. Après la mort de son frère, Lancastre lutte contre la résistance française galvanisée par Jeanne d'Arc et meurt en Normandie en 1435. La coupe est brièvement décrite comme premier élément d'une liste de biens provenant de l'héritage de Lancastre, liste préparée pour le cardinal Henri Beaufort ; toutefois, le trépied n'y est pas mentionné, plusieurs joyaux manquent à l'appel, et le sujet des illustrations est identifié à tort comme la vie de sainte Suzanne. Elle n'apparaît pas dans un inventaire royal de 1441 ; selon Jenny Stratford, c'est parce qu'elle était toujours en possession de Beaufort à cette date. Il est également possible qu'elle ait été mise en gage, comme c'est le cas en 1449 et 1451, afin de financer l'effort de guerre anglais.
La coupe apparaît dans les documents de la nouvelle dynastie Tudor en 1521, sous le règne d'Henri VIII. Le couvercle a alors perdu le fleuron décrit dans l'inventaire de Charles VI au profit d'un autre, en or, de la forme d'une couronne fermée ou « impériale », correspondant aux prétentions contemporaines d'Henri VIII de faire reconnaître l'Angleterre comme un « empire » (c'est-à-dire un État ne se reconnaissant aucun supérieur), bien que le Grand sceau d'Angleterre emploie une couronne fermée dès 1471. Les joyaux de l'ancien fleuron ont probablement été réutilisés ailleurs. La bande inférieure portant les roses Tudor est généralement considérée comme un ajout du règne d'Henri, dans le cadre d'un programme d'ajout d'emblèmes des Tudor à divers objets (tapisseries, manuscrits et jusqu'aux bâtiments, comme la King's College Chapel de Cambridge) hérités des dynasties antérieures. La coupe est décrite dans des inventaires de 1532 et, après la mort d'Henri, en 1574 et 1596 sous le règne d'Élisabeth Ire.

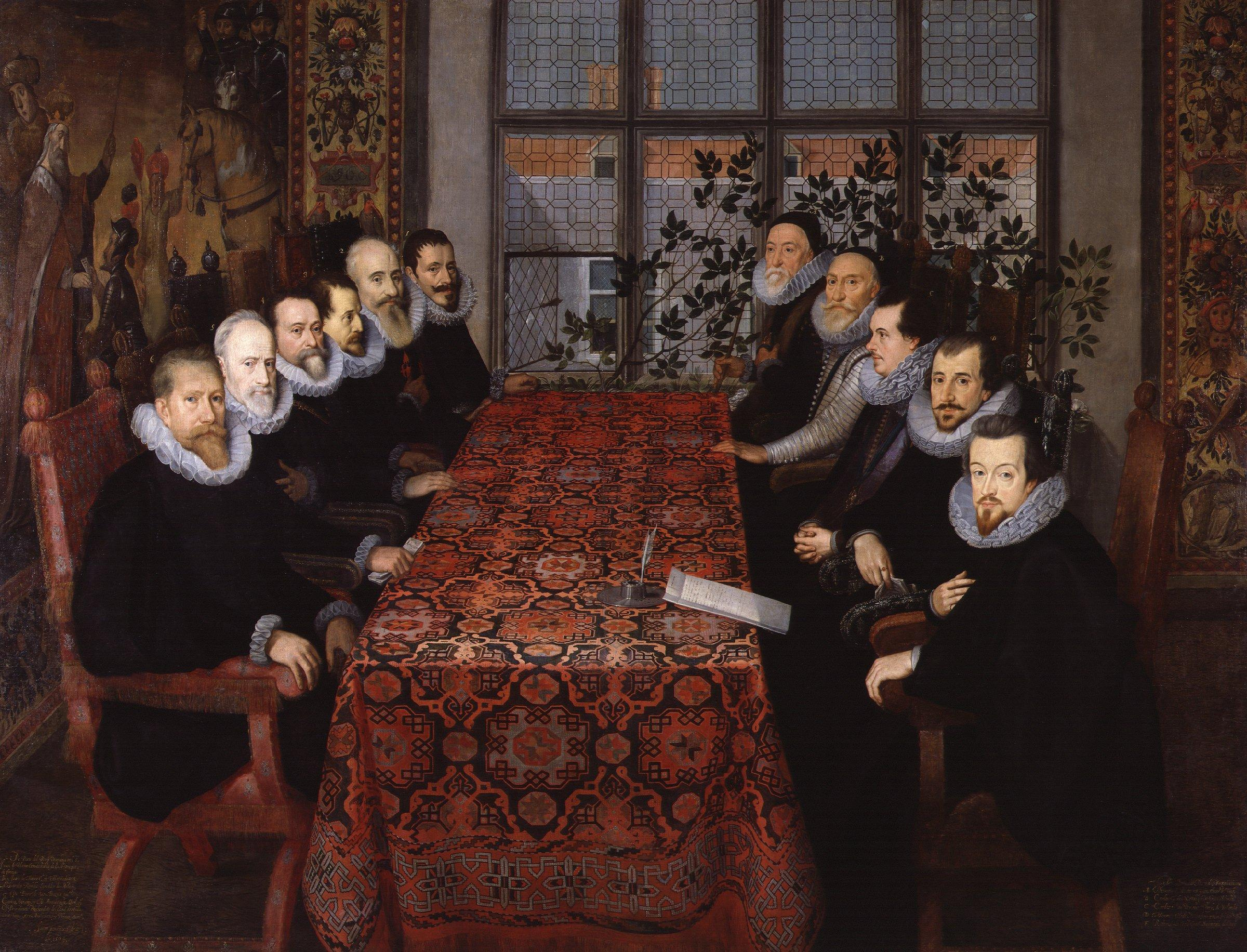
La conférence de Somerset House, en août 1604 ; les Espagnols sont à gauche et les Anglais à droite. Le connétable de Castille est le plus près de la fenêtre, à gauche.

Lorsque Jacques Ier monte sur le trône d'Angleterre, en 1603, l'une de ses priorités est de mettre un terme à la guerre anglo-espagnole qui dure depuis 1585. Une délégation espagnole conduite par le connétable de Castille Juan Fernández de Velasco, comte de Frías vient signer le traité de paix à Somerset House en 1604. La bande supérieure de la jambe de la coupe porte une inscription latine :

« Cette coupe d'or massif, relique du trésor sacré d'Angleterre et souvenir de la paix faite entre les rois, le connétable Juan de Velasco, de retour après avoir accompli avec succès sa mission, présentée comme offrande au Christ pacificateur »

Jacques Ier fait don d'« environ 70 pièces de vaisselle d'argent et d'or » à Velasco, parmi lesquelles la coupe est la plus notable. Ce cadeau est documenté du côté anglais comme espagnol. À son retour, Velasco rédige un compte-rendu de sa mission et y mentionne les cadeaux du roi ; il avait auparavant présenté au roi et à la reine, entre autres cadeaux, des coupes élaborées. Selon Pauline Croft, « la générosité dispendieuse ordinaire du roi lui fait offrir aux envoyés près de la moitié des grandes coupes d'or qu'il a héritées d'Élisabeth. Le connétable lui-même reçut un prodigieux don en vaisselle, comprenant peut-être l'objet le plus vénérable de l'ensemble, la Coupe royale d'or des rois de France et d'Angleterre ». En 1610, Velasco fait don de la coupe à un couvent de Medina de Pomar, près de Burgos, comme le mentionne l'inscription. L'acte de donation subsiste, mentionnant une condition : le couvent ne doit jamais s'aliéner la coupe. En marge, une note de la main de Velasco précise qu'il a obtenu la permission de l'archevêque de Tolède, Bernardo de Sandoval y Rojas, pour que la coupe serve de ciboire, c'est-à-dire de récipient pour l'hostie — l'Église interdit à l'époque d'utiliser comme ciboires des coupes dont l'intérieur est décoré.
La coupe reste dans le couvent jusqu'en 1882, date à laquelle les nonnes, en manque d'argent, cherchent à la vendre. C'est durant cette période que la coupe perd sa bordure de perles du couvercle et son fleuron Tudor. Estimant qu'elles en obtiendront davantage en France qu'en Espagne, les nonnes confient la coupe au prêtre Simon Campo, qui l'emporte à Paris et entre en contact avec plusieurs marchands et collectionneurs. Les Parisiens sont soupçonneux du fait d'une série de contrefaçons d'objets médiévaux. Le baron Jérôme Pichon étudie le second cylindre ajouté ; il est suffisamment convaincu de authenticité de la pièce pour faire une offre assez basse, qui est acceptée. Durant ses recherches pour retracer l'historique de la pièce, Pichon entre en contact avec le duc de Frías, lequel lui fournit des informations précieuses et le félicite de son achat. Le duc finit cependant par découvrir que cette vente est contraire à l'acte de donation de 1610 qu'il a retrouvé dans les archives familiales, et il entreprend une campagne judiciaire en France pour obtenir que la coupe lui soit rendue.
Le duc est finalement débouté en 1891, ce qui permet au baron Pichon de revendre la coupe à la société Wertheimer de Bond Street, à Londres,, où Augustus Wollaston Franks, conservateur des Antiquités et de l'Ethnographie médiévales britanniques au British Museum depuis 1866 et président de la Society of Antiquaries of London, la découvre. « Avec beaucoup de sens civique », Samson Wertheimer accepte de vendre la coupe au British Museum au prix à laquelle il l'a achetée, soit 8 000 £. Franks s'inquiète de l'arrivée de nouveaux collectionneurs américains comme J. P. Morgan ; en 1891, il écrit à Sir Henry Tate : « Une coupe d'or des plus fantastiques est récemment réapparue, revenant au pays après une absence de 287 ans, et je souhaiterais vivement qu'elle soit placée au National Museum et qu'elle ne parte pas pour l'Amérique. » Il tente d'inciter des riches donateurs à fournir 500 £ chacun, mais même avec les 2 000 £ accordées par le HM Treasury, il ne peut réunir la somme nécessaire. Franks doit avancer 5 000 £ sur son argent personnel, tout en essayant toujours d'obtenir de petits dons ; sa quête s'achève en 1892, lorsque le Treasury accepte de fournir les dernières 380 £ : « pour Franks, ce fut sa plus grande acquisition, et celle dont il était le plus fier ». Outre le Treasury, les donateurs à 500 £ sont Franks et Wertheimer, la Worshipful Company of Golsmiths, Charles Drury Edward Fortnum, le duc de Northumberland, Lord Savile, Lord Iveagh et le comte de Crawford.

## Création, contexte et conservation

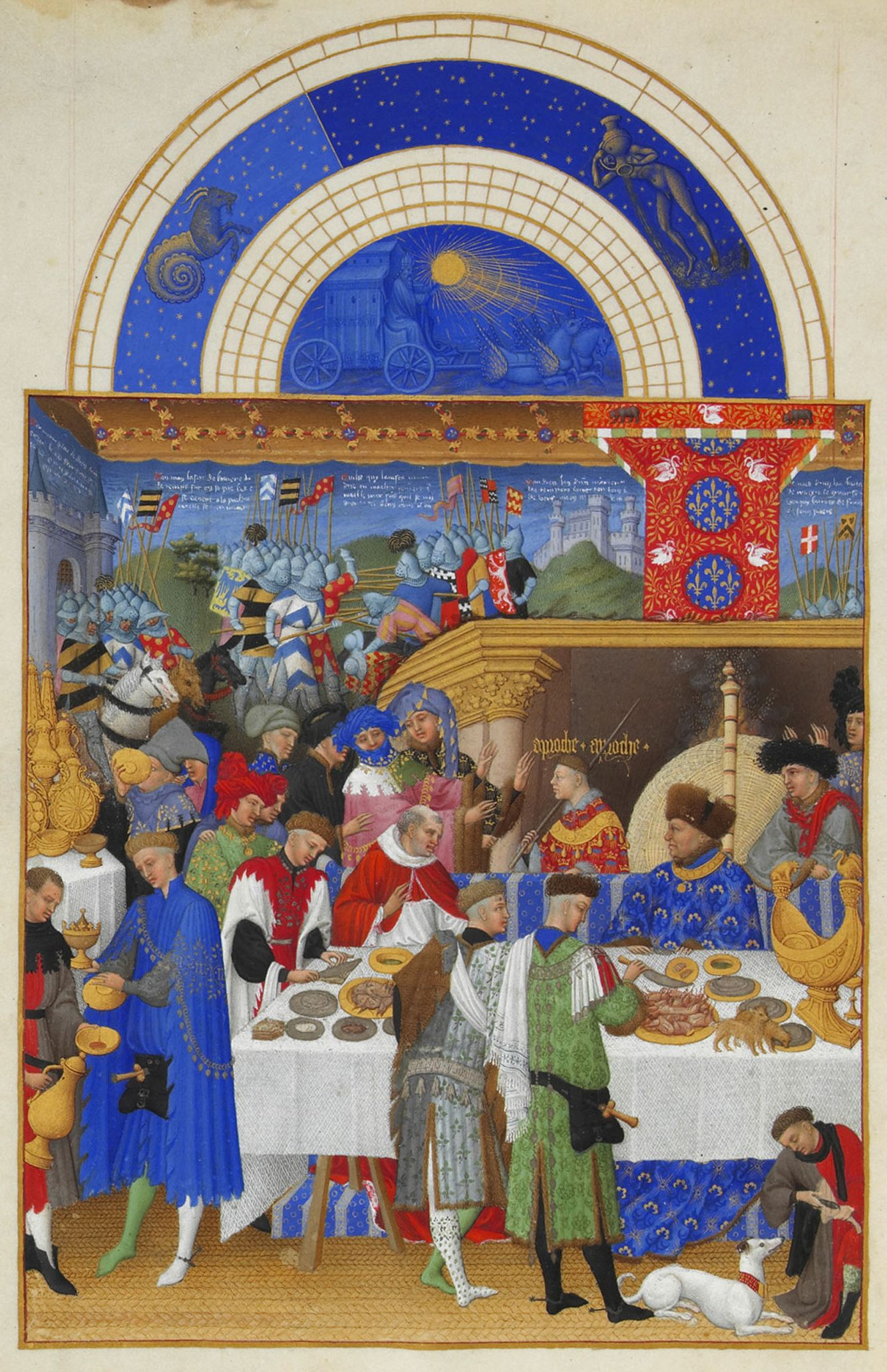
Le duc de Berry à une fête du Nouvel An. À gauche, un buffet est couvert de vaisselle. Janvier dans le calendrier des Très Riches Heures du duc de Berry, par les Frères de Limbourg, musée Condé, ms.65, f.1v.

Les principales décorations de la coupe représentent des scènes de la vie de sainte Agnès, qui ont rarement fait l'objet de représentations aussi détaillées. Le roi Charles V de France, né le jour de la sainte-Agnès (21 janvier 1338), est particulièrement dévoué à cette sainte : il commandite au moins 13 œuvres où elle apparaît, dont une coupe d'or émaillée de scènes de sa vie (cette autre coupe apparaît dans l'inventaire de 1391). La thèse la plus couramment acceptée voulait que le duc de Berry ait commandé la coupe en 1380 pour l'offrir à son frère à l'occasion de son anniversaire, en janvier 1381. À la mort du roi, en septembre 1380, le duc aurait conservé la coupe pendant dix ans avant de l'offrir à Charles VI.
En 1978, Ronald Lightbown, conservateur-expert en orfèvrerie au Victoria and Albert Museum, rejette cette théorie. En se fondant sur des éléments stylistiques, il estime que la coupe date de peu avant son apparition dans l'inventaire de Charles VI, en 1391. Il affirme que « le style de 1380 se caractérise par de légères ondulations, un caractère souple, avec des figures minces et allongées, un usage important de plis serpentins ou courbes dans les draperies, et avec des robes à traînée s'achevant sur des ourlets gothiques sinueux ». En revanche, Lightbown indique, « les figures de la coupe sont larges, on pourrait même dire trapues, avec des draperies douces, de forme cylindrique, ou avec des bords réguliers et tendus. Les plis sont tubulaires, et les ourlets des robes sont droits, sans ondulations. C'est en fait un style “italianisant”, qui s'est développé en France à la suite des contacts avec l'art du trecento ; ce n'est pas le gothique international nordique pur. » Ce point de vue a été rejeté en 1981 par Neil Stratford, ancien conservateur des antiquités médiévales et modernes au British Museum, qui relève plusieurs enluminures de style proche qui datent d'avant 1390. John Cherry, également ancien conservateur des collections médiévales du British Museum, présente toujours l'ancienne datation dans un texte de 2010, et le site du British Museum donne comme date de la coupe « vers 1370-1380 ».
Une autre supposition classique, partagée par la quasi-totalité des auteurs, se fonde sur le style des inventaires : selon elle, la coupe est un élément de vaisselle séculier, destiné à être utilisé à table, ou présenté sur un buffet à proximité. Le buffet de l'époque ressemble davantage à un vaisselier ou à un présentoir de magasin, avec des étagères pour présenter, lors des grandes occasions, toute la vaisselle de la maisonnée qui n'est pas utilisée sur la table. Neil Stratford suggère que la coupe ne servait à boire que lors des grandes occasions, comme le jour de la sainte-Agnès, et Lightbown remarque que son poids la rend malcommode à employer pour boire. Toutefois, en se basant sur l'imagerie purement religieuse, John Cherry estime que la coupe était peut-être conçue comme un ciboire dès l'origine. Son but était peut-être d'accompagner le duc dans les tournées de ses châteaux et palais, ou bien de participer à la fondation de sa Sainte-Chapelle à Bourges, censée rivaliser avec celle du roi à Paris et celle de son frère à Champmol.
Les quatre fils de Jean II de France (Charles V, Louis d'Anjou, Jean de Berry et Philippe de Bourgogne) dépensent tous des sommes importantes pour des œuvres en or et en argent, ainsi que pour d'autres œuvres d'art. Si l'on se souvient essentiellement du duc de Berry comme mécène, en partie parce qu'il est spécialisé dans les manuscrits enluminés dont les matériaux ont peu de valeur en eux-mêmes, c'est son frère Louis d'Anjou qui possède « la plus grande passion pour l'orfèvrerie » : il possède à un moment donné plus de 3 000 pièces de vaisselle. Sa collection comprend des objets purement séculiers, avec des sculptures en émail que l'on ne peut qu'imaginer par comparaison : du point de vue technique, à la poignée de reliquaires qui subsistent de cette période (comme le reliquaire de la Sainte Épine, au British Museum) ; du point de vue des sujets, aux tapisseries et enluminures. Mais en 1381, Louis d'Anjou refond presque toute sa vaisselle pour financer une campagne contre le royaume de Naples, sur lequel il entend faire valoir ses droits. D'après le sculpteur et orfèvre Lorenzo Ghiberti, qui écrit soixante-dix ans après les faits, l'un des orfèvres du duc d'Anjou, un certain Gusmin, « sculpteur émérite et de grand talent » selon Ghiberti, est tellement dévasté par la destruction de l'œuvre d'une vie qu'il rejoint un ordre érémite et passe le reste de sa vie dans le silence. La coupe de sainte Agnès n'avait « probablement rien d'exceptionnel en taille ou en décoration » dans ce milieu ; « jadis simple coupe parmi d'autres coupes, elle est désormais unique ». Un inventaire de Charles V mentionne 25 coupes d'or pesant entre cinq et quinze marcs. Les coupes plus petites sont réunies par douzaines, Charles V en possédant trois. Les plus gros objets sont les nefs, ces grands ornements de table en forme de navires ; Charles V en possède cinq, dont la plus lourde pèse plus de cinquante-trois marcs.
Le duc de Berry meurt en 1416 ; il ne laisse pas d'héritier mâle, mais d'importantes dettes. Les objets contenant des métaux précieux et des joyaux qui ne sont pas encore revenus à ses créanciers sont saisis par les Anglais lorsqu'ils s'emparent de Paris, en juillet 1417. Il s'agit de la première période de destruction en masse d'œuvres d'orfèvres à laquelle échappe la coupe, une survie « quasiment miraculeuse » selon Brigitte Buettner, alors que des centaines d'autres objets n'y échappent pas. Son départ pour l'Espagne en 1604 lui permet notamment d'échapper à la destruction et à la dispersion des Joyaux de la Couronne et de la vaisselle royale sous Cromwell.

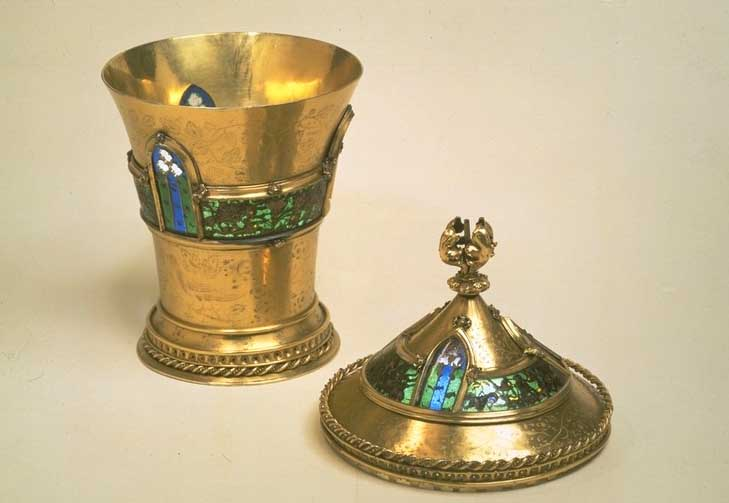
La coupe de Mérode (v. 1400), conservée au Victoria and Albert Museum.

En tant qu'objet séculaire, la coupe n'a quasiment pas son pareil sur le plan de la qualité : « notre seule illustration de la vaisselle séculaire médiévale à son degré de développement le plus somptueux ». Si la vaisselle d'or et d'argent était produite en masse et à un haut degré de qualité en France, « l'argent français d'avant le début du XIXe siècle est probablement plus rare que pour tout autre pays d'Europe ». Le coût du travail, aussi minutieux soit-il, était faible par rapport à celui des matériaux, et devant d'absence de moyens fiables de thésauriser ou d'investir, l'argent passait dans des objets luxueux, avec la possibilité de les revendre ou de les refondre pour financer d'éventuels projets futurs. Si l'objet subsistait assez longtemps pour passer de mode, il avait de grandes chances d'être refondu et retravaillé dans un nouveau style.
Il ne reste que quatre objets, séculaires ou religieux, portant émail basse-taille sur or (dont le petit reliquaire de Salting, également conservé au British Museum), et aucun n'est aussi finement travaillé que la coupe. La « coupe du roi Jean » (v. 1340, King's Lynn), avec vermeil et émail transparent, est le meilleur exemple de basse-taille probablement originaire d'Angleterre ; l'expert en métallurgie Herbert Maryon décrit cette dernière et la coupe de sainte Agnès comme « deux objets aux mérites frappants ; rien, dans aucune collection, ne les surpasse ». On ignore toutefois si l'essentiel de l'émail de King's Lynn est d'origine. L'objet le plus proche de la coupe de sainte Agnès est peut-être la coupe de Mérode, en vermeil (v. 1400), qui est l'unique exemple médiéval subsistant d'émail plique-à-jour, une technique complexe qui offre un effet transparent, comme du verre teinté.

## Iconographie

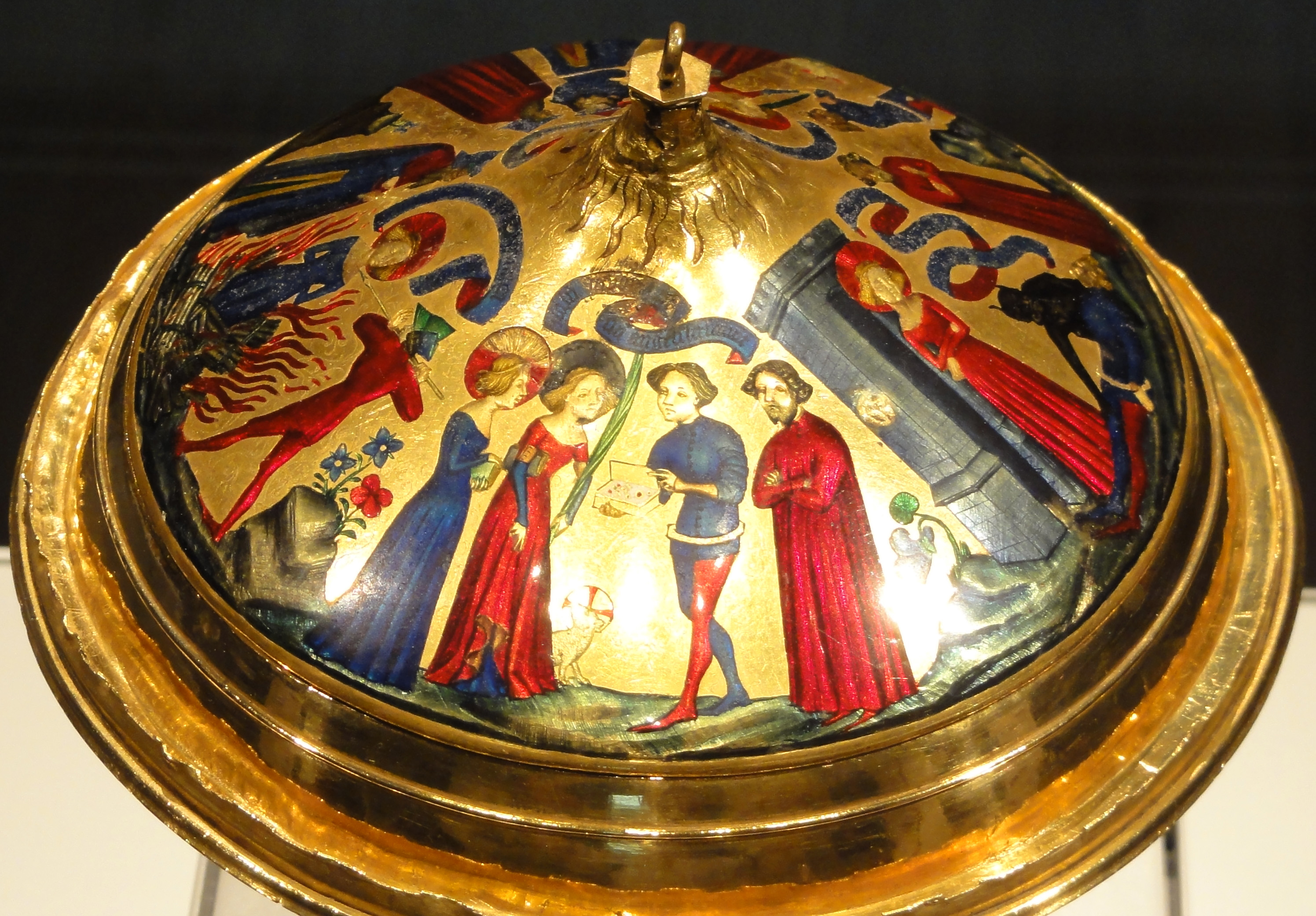
La première scène du couvercle : Procope offre un coffret de joyaux à Agnès.

Le cycle de scènes de la vie de sainte Agnès et de sa sœur de lait Émérentienne suit l'histoire traditionnelle rapportée dans la Légende dorée de Jacques de Voragine ; certaines formulations de cette compilation d'hagiographies se retrouvent dans les banderoles explicatives présentes sur la coupe. Ces bandeaux citent également la Vulgate latine, essentiellement pour la liturgie de la fête de la sainte-Agnès ; il a été suggéré que les deux anneaux de perles représentent la langue des chants utilisés pour le service. Il semble plausible que des conseils cléricaux aient été suivis, au moins pour les textes présents dans les inscriptions. Il est tentant de rapprocher les « tableaux vifs et distinctifs, pouvant convenir à une adaptation sur scène » du théâtre médiéval, souvent source pour l'iconographie, mais on ne connaît aucune pièce portant sur la vie de sainte Agnès qui soit proche, spatialement ou temporellement, de l'origine de la coupe.
Agnès et sa sœur vivent à Rome à l'époque de l'empereur Constantin, ce qui n'empêche pas la coupe de ne présenter que des personnages vêtus à la mode du XIVe siècle. L'histoire débute à l'intérieur du corps de la coupe, avec un médaillon rond représentant Agnès, vêtue d'un chaperon, agenouillée devant un personnage barbu, son professeur. Elle tient un livre portant l'inscription Miserere mei Deus sancte (« Aie pitié de moi, Dieu saint »), et une banderole indique : In corde meo abscondi eloquia tua ut non peccem tibi (« Je serre ta parole dans mon cœur, afin de ne pas pécher contre toi. », Psaumes 119:11). Le sommet du couvercle poursuit l'histoire jusqu'au martyre d'Agnès à travers cinq scènes. La ligne du sol est continue, mais des petits cailloux marquent les séparations entre chaque scène (des arbres occupent la même fonction sur la base). Des rayons de soleil partent du centre du couvercle et s'étendent sur toutes les scènes ; l'émail rouge qui les emplissait a presque totalement disparu.

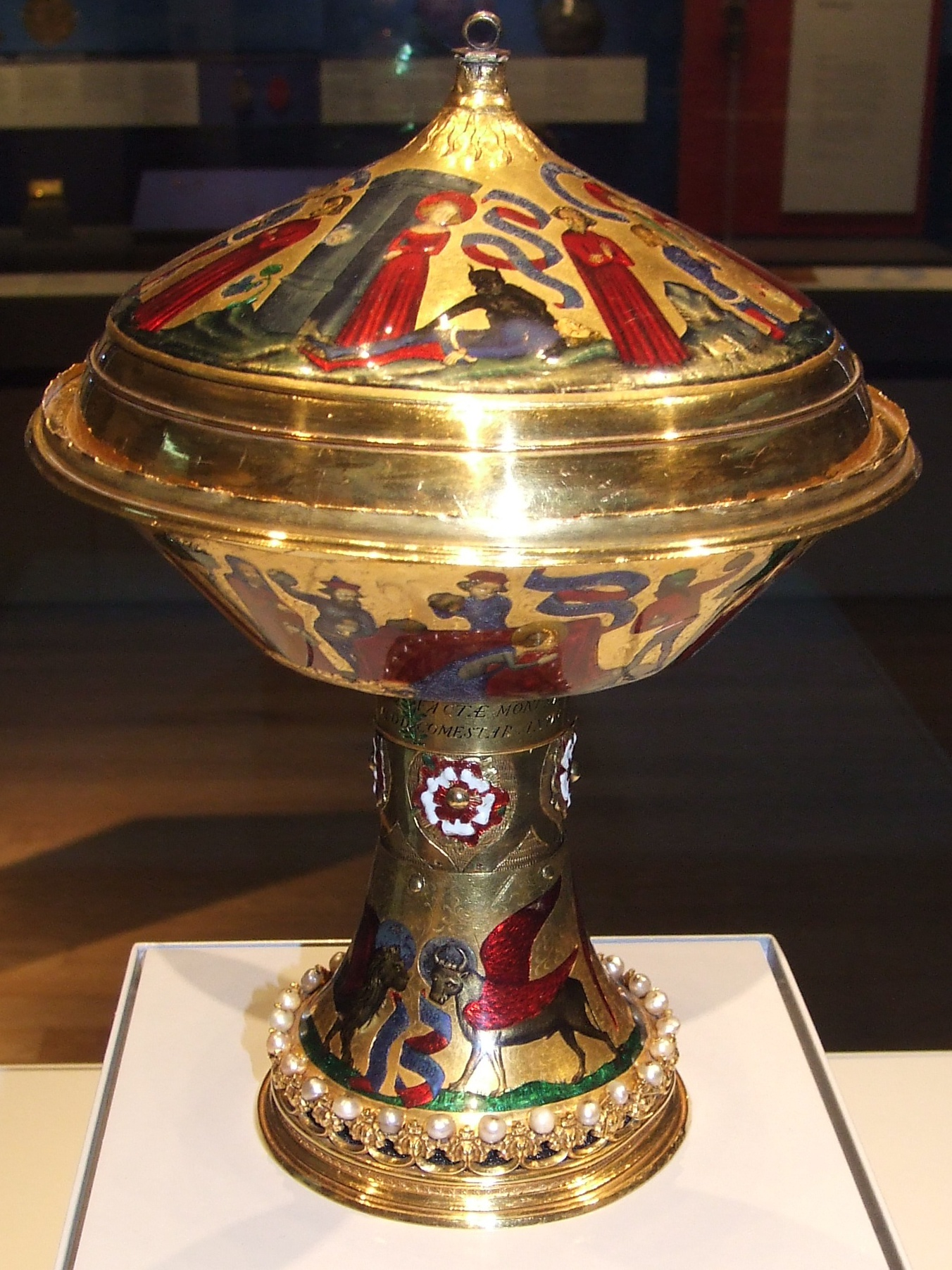
En haut, la deuxième scène du couvercle : Agnès devant le lupanar et Procope mort. Au centre, la lapidation d'Émérentienne, et en bas, le bœuf ailé, symbole de saint Luc.

Dans la première scène, les deux filles reviennent de l'école. Agnès est accompagnée d'un agneau (calembour sur son nom et le latin agna) portant un halo cruciforme et porte les palmes du martyre. Elles sont abordées par Procope, le fils du préfet romain, qui est amoureux d'Agnès et lui présente un coffret de joyaux pour la convaincre de l'épouser. L'intérieur de ce coffret est blanc, la seule couleur d'émail opaque de l'œuvre originale, qui n'est utilisée que pour souligner des détails, comme la petite partie de l'hostie tenue par le Christ à l'intérieur du couvercle. Agnès le repousse en déclarant (dans une banderole au-dessus de la scène) : Illi sum desponsata cui angeli serviunt (« Je suis promise à celui que servent les anges »). Le préfet apparaît derrière son fils. Dans la scène suivante, il force Agnès à se rendre dans un lupanar, parce qu'elle est chrétienne et refuse de sacrifier à la déesse Vesta. Agnès fait du lupanar un lieu de piété, et lorsque le fils du préfet s'y rend pour la prendre de force, il est étranglé à mort par le diable. L'événement est illustré par la scène suivante sur la coupe : Agnès est représentée devant le lupanar, qui ressemble à une guérite, avec à ses pieds le fils du préfet, étendu au sol devant le diable, tandis que le préfet contemple tristement la scène. Une banderole indique : Quo modo cecidisti qui mane oriebaris (« Te voilà tombé du ciel, astre brillant, fils de l'aurore », Isaïe 14:12).
Dans la scène suivante, Agnès, émue par le chagrin du préfet, prie pour que son fils retrouve la vie, ce qu'un ange accomplit. Procope se repentit et s'agenouille devant elle, tandis qu'elle se penche vers lui pour dire : Vade amplius noli peccare (« Va et ne pèche plus », Jean 8:11). Toutefois, ce miracle émeut les prêtres païens, qui exigent l'exécution d'Agnès. Le préfet, tiraillé entre sa reconnaissance et son désir de conserver sa position, laisse un autre fonctionnaire s'occuper du cas. Les deux apparaissent en pleine discussion sur la coupe, avec la légende Nihil invenio cause in eam (« Je ne trouve rien de coupable en elle », Luc 23:4). La dernière scène de la coupe représente le martyre d'Agnès ; elle est condamnée à brûler vive, mais les flammes s'écartent d'elle, aussi le magistrat finit-il par ordonner qu'elle soit percée d'une lance (une épée selon la Légende dorée). Ses dernières paroles sont : In manus tuas domine commendo animam meam (« Seigneur, je remets mon esprit entre tes mains », Luc 23:46).

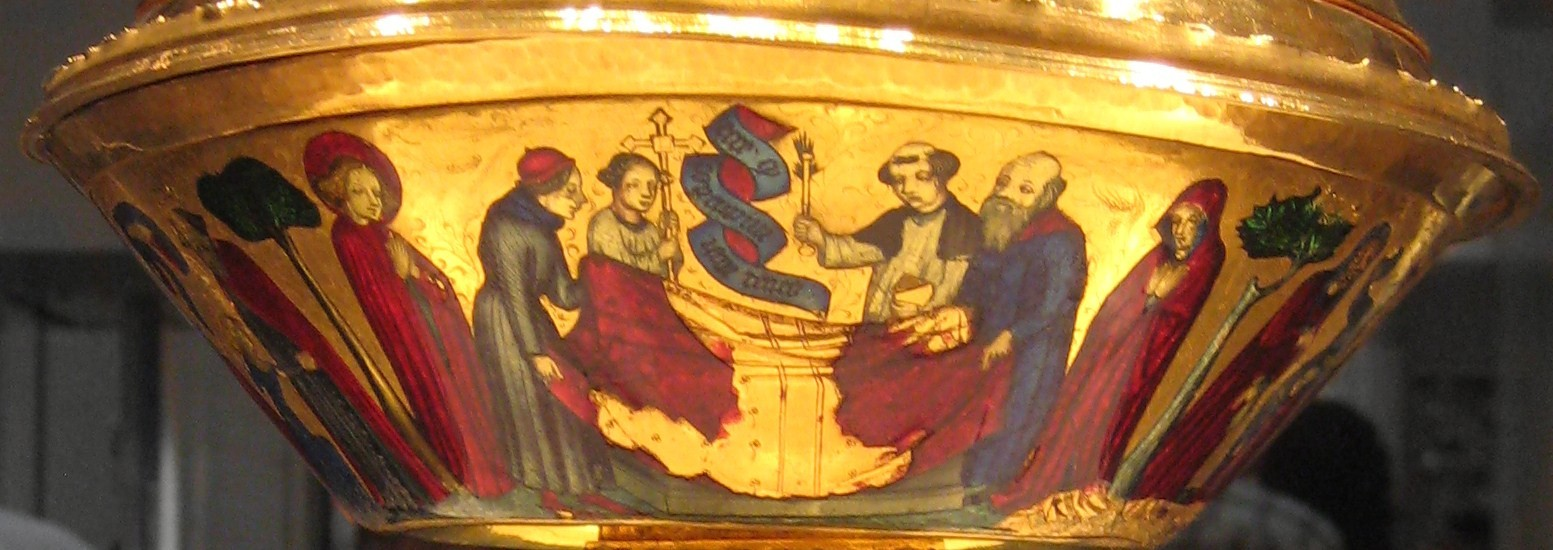
La première scène sous le corps : l'inhumation d'Agnès.

L'histoire se poursuit sur le bas du corps de la coupe, en commençant avec l'inhumation d'Agnès. Un linceul recouvre son sarcophage, dont l'émail rouge a subi des pertes importantes qui révèlent nettement les lignes gravées en dessous. Un prêtre tonsuré muni d'un goupillon et un acolyte avec une croix officient, tandis qu'Émérentienne à gauche et la mère d'Agnès à droite assistent à la cérémonie. La banderole surplombant la scène indique : Ecce quod concupivi iam teneo (« À présent je possède ce que je désirais »). Dans la scène suivante, des païens arrivent pour mettre un terme à la cérémonie. Seule Émérentienne est restée, et elle est lapidée tandis qu'elle prie. L'inscription indique : Veni soror mea mecum in gloria (« Ma sœur, entre dans la gloire avec moi »). Elle meurt, et la scène suivante présente les deux martyres, accompagnées par deux autres martyres féminines inconnues (« une grande multitude de vierges vêtues d'or et d'argent » dans la Légende dorée), telles qu'elles apparaissent dans une vision aux amis d'Agnès, huit jours après sa mort, tandis qu'ils sont réunis autour de son sarcophage, où a également été placé le corps d'Émérentienne.
Dans la scène suivante, Constantine, fille de l'empereur Constantin, est endormie sur le sarcophage ; elle porte une couronne. Victime de la lèpre, elle a entendu parler de la vision sur la tombe d'Agnès et s'y est rendue pour prier. À gauche apparaît un jeune homme sur des béquilles, probablement venu pour la même raison. La femme endormie près de la tombe est soit une servante de la princesse, soit une personne venue elle aussi prier. Agnès apparaît à Constantine dans son sommeil, son agneau dans les bras, et dit : Si in xpm (Christum) credideris sanaberis (« Si tu crois en Christ, tu seras guérie », adaptation du texte de la Légende dorée). Dans la scène finale, Constantine, guérie et baptisée, raconte l'histoire à son père. L'inscription indique : Hec est virgo sapiens una de numero prudencium (« Voici une sage vierge, à compter au nombre des prudentes »).
L'intérieur du couvercle contient un médaillon d'émail circulaire aux bordures dorées ouvragées. Il représente le Christ à hauteur de poitrine, faisant un signe de bénédiction et tenant un calice contenant une hostie. Il est entouré d'une auréole solaire de couleur rouge. En dessous des deux cylindres ajoutés à la jambe de la coupe, le pied est entouré par les représentations des quatre symboles des Évangélistes, se faisant face deux à deux, sur une surface verte. Lightbown note qu'il s'agit « d'un autre exemple d'une volonté de représentation réalistique ».

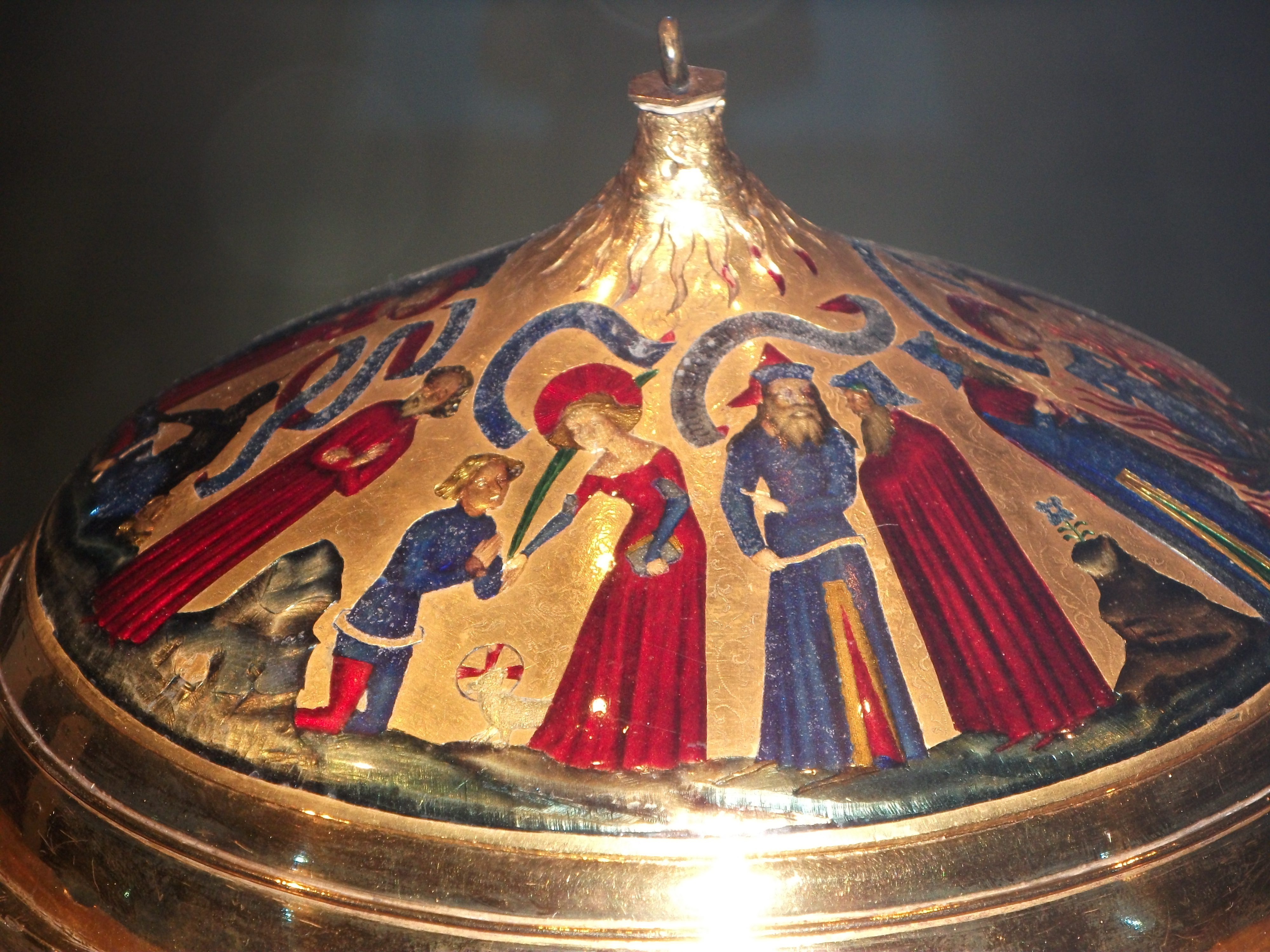
Troisième et quatrième scènes du couvercle
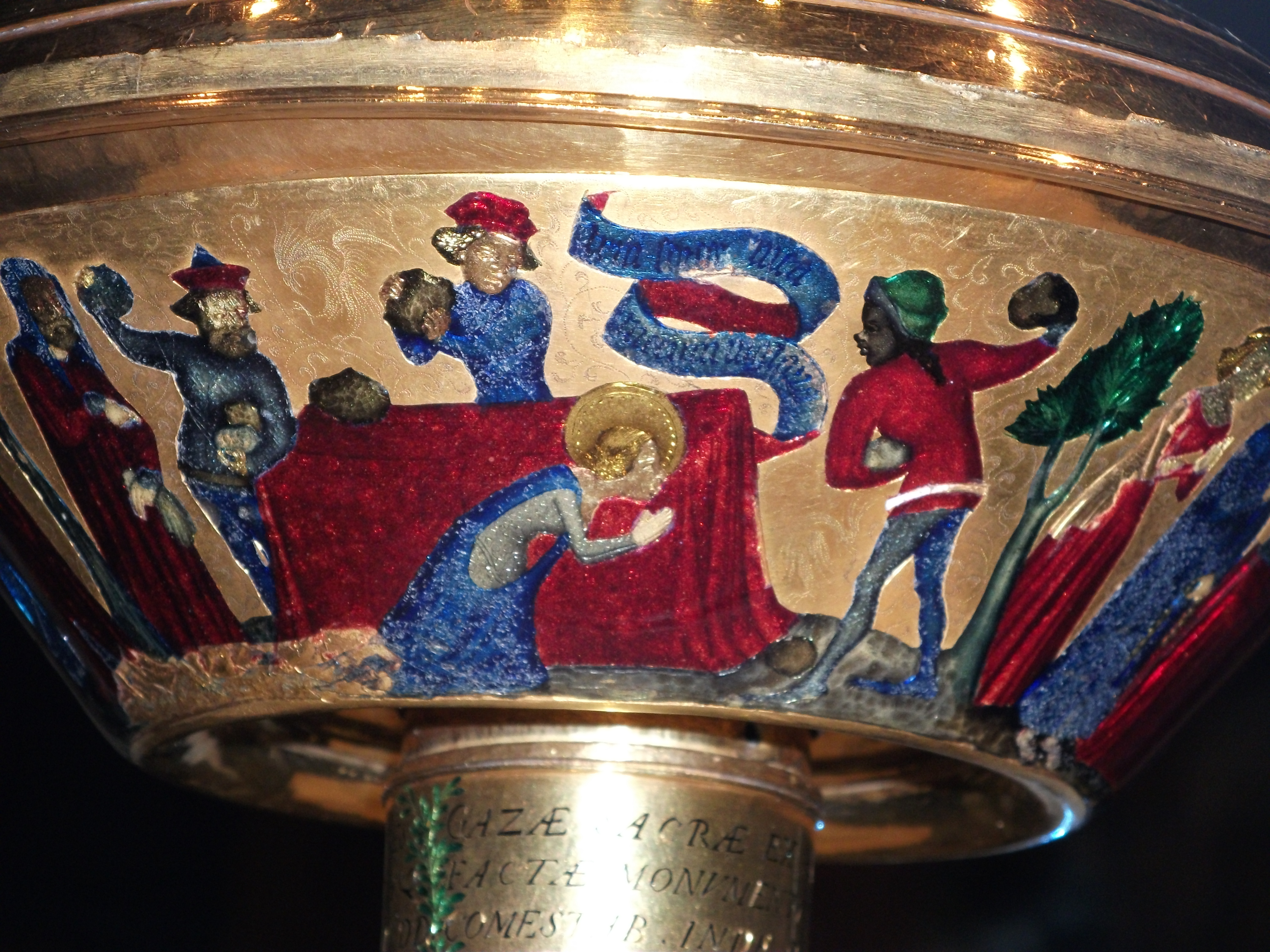
La lapidation d'Émérentienne
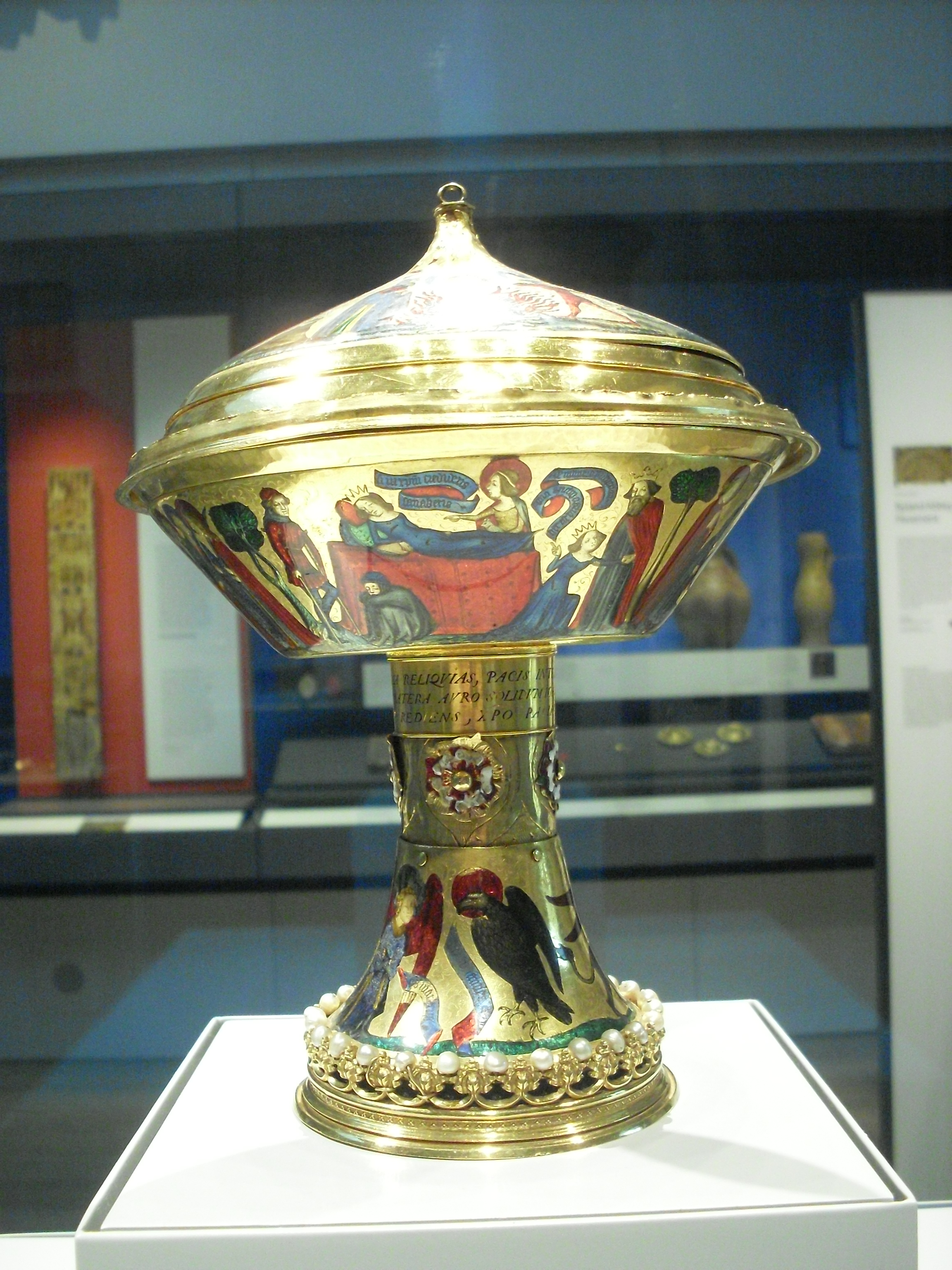
Les deux dernières scènes avec Constantina